# Дарас, Анри
Анри Дарас (фр. Henry Daras; 9 декабря 1850 года, Рошфор — 10 мая 1928 года, Ангулем) — французский художник.

## Биография
Уроженец Рошфора, что в Приморской Шаранте. Учился живописи в Париже в Высшей школе изящных искусств в мастерских Александра Кабанеля и Эли Делоне. Затем перешёл в мастерскую Пюви де Шаванна, который оказал на него значительное влияние и помог выработать собственный художественный стиль. Всю свою жизнь он оставался очень близок с другими соратниками и учениками Пюви де Шаванна, такими, как Эдмон Аман-Жан и Ари Ренан.
В парижский период творчества Дарас создал целый ряд работ на религиозную тематику для церквей Сен-Франсуа-де-Саль в Париже и Сен-Марсьяль в Ангулеме.
После смерти Пюви де Шаванна Дарас около 1898 года переехал в Ангулем, где плодотворно работал в течение трёх следующих десятилетий. Свои работы Дарас отправлял на выставки Национального общества изобразительных искусств в Париж, а кроме того провёл несколько своих персональных выставок в Ангулеме.
Анри Дарас скончался в Ангулеме в 1928 году. Ряд его картин сегодня входит в постоянную экспозицию музея изящных искусств Ангулема. Также работы Дараса хранятся в собраниях ряда других музеев Франции. В 1986 году состоялась большая персональная выставка из более чем ста работ художника, в которой участвовали музеи Ангулема, Рошфора, Музей Сент-Круа (Пуатье) и других городов. Также работы Дараса экспонировались на выставке, посвящённой Пюви де Шаванну в музее Пикардии в Амьене в 2005—2006 годах.

## Картины Анри Дараса из собрания музея изящных искусств Ангулема
- Женщина, плачущая на исходе дня, около 1918
- Неопалимая купина, около 1895-1900
- Притча о десяти девах, 1923
- Камень помазания, 1923